# Copa de Reunió de futbol
La Copa de Reunió de futbol és la màxima competició futbolística per eliminatòries de Reunió i segona en importància després de la lliga. Va ser creada el 1957.

## Historial
Font:
- 1957: Bourbon Club 3-2 SS Franco
- 1958: SS Jeanne d'Arc 3-0 SS Juniors Dionysiens
- 1959: JS Saint-Pierroise 5-1 SS Escadrille
- 1960: SS Jeanne d'Arc 2-1 JS Saint Pierroise
- 1961: SS Patriote 5-2 Bourbon Club
- 1962: JS Saint-Pierroise 5-1 SS Saint-Louisienne
- 1963: US Bénédictine 3-1 Stade Saint Paulois
- 1964: SS Saint-Louisienne 4-2 US Bénédictine
- 1965: No es disputà
- 1966: SS Patriote 2-1 Bourbon Club
- 1967: SS Jeanne d'Arc 2-1 SS Patriote
- 1968: SS Saint-Louisienne 4-3 SS Jeanne d'Arc
- 1969: SS Saint-Louisienne 5-1 US Saint Joseph
- 1970: SS Saint-Louisienne 1-1 4-0 CS Saint-Denis
- 1971: JS Saint-Pierroise 1-0 SS Patriote
- 1972: US Bénédictine 3-1 SS Saint-Louisienne
- 1973: SS Patriote 2-1 JS Saint Pierroise
- 1974: CS Saint-Denis 4-1 SS Jeunesse Musulmane
- 1975: CS Saint-Denis 3-0 Olympique Dionysiens
- 1976: SS Patriote 2-1 CS Saint Denis
- 1977: CS Saint-Denis 3-1 JS Saint Pierroise
- 1978: CS Saint-Denis 4-1 SS Saint Louisienne
- 1979: CS Saint-Denis 1-0 Rivière Sport
- 1980: JS Saint-Pierroise 1-0 AS Poussins
- 1981: SS Saint-Louisienne 2-0 SS Saint-Pauloise
- 1982: US Saint-André Léopards 1-0 CS Saint-Denis
- 1983: FC Ouest 2-1 CS Saint-Denis
- 1984: JS Saint-Pierroise 4-1 SS Patriote
- 1985: CS Saint-Denis 3-1 SS Saint-Pauloise
- 1986: CS Saint-Denis 1-0 SS Saint-Pauloise
- 1987: SS Saint-Louisienne 2-1 JS Saint Pierroise
- 1988: CS Saint-Denis 3-1 SS Gauloise
- 1989: JS Saint-Pierroise 2-1 CS Saint-Denis
- 1990: SS Patriote (Saint-Denis) 4-2 JS Saint Pierroise
- 1991: US Stade Tamponnaise 1-0 SS Saint-Pauloise
- 1992: JS Saint-Pierroise 1-0 SS Saint-Louisienne
- 1993: JS Saint Pierroise 3-1 US Stade Tamponnaise
- 1994: JS Saint-Pierroise 3-0 US Saint-Andréenne
- 1995: SS Saint-Louisienne 1-0 CS Saint-Denis
- 1996: SS Saint-Louisienne 4-1 US Stade Tamponnaise
- 1997: AS Marsouins 2-2 (pr., 5-4 pen) JS Saint Pierroise
- 1998: SS Saint-Louisienne 1-0 AS Marsouins
- 1999: SS Saint-Louisienne 1-1 (pr., 3-1 pen) US Stade Tamponnaise
- 2000: US Stade Tamponnaise 1-0 SS Excelsior
- 2001: SS Jeanne d'Arc 1-0 SS Excelsior
- 2002: SS Saint-Louisienne 3-2 JS Saint-Pierroise
- 2003: US Stade Tamponnaise 2-1 SS Saint-Louisienne
- 2004: SS Excelsior 2-1 US Stade Tamponnaise
- 2005: SS Excelsior 3-2 Saint-Denis FC
- 2006: Saint-Pauloise FC 2-0 SS Excelsior
- 2007: AS Marsouins 2-1 US Stade Tamponnaise
- 2008: US Stade Tamponnaise 1-0 SS Excelsior
- 2009: US Stade Tamponnaise 2-0 SS Jeanne d'Arc
- 2010: US Sainte-Marienne 1-0 US Stade Tamponnaise
- 2011: Saint-Pauloise FC 1-0 (pr.) SS Saint-Louisienne
- 2012: US Stade Tamponnaise 1-0 Saint-Denis FC
- 2013: SS Saint-Louisienne 2-1 JS Saint-Pierroise
- 2014: SS Excelsior 4-0 Saint-Pauloise FC
- 2015: SS Excelsior 2-0 JS Saint-Pierroise
- 2016-17: AS Sainte-Suzanne 1-1 (pr., 5-3 pen) AS Marsouins
- 2018: JS Saint-Pierroise 1-0 SS Excelsior[2]
- 2019: JS Saint-Pierroise 1-0 SS Jeanne d'Arc
- 2020: No es disputà